# Sân bay Babullah
Sân bay Babullah là một sân bay ở Ternate, Maluku, Indonesia (IATA: TTE, ICAO: WAMT). Sân bay này có một đường băng dài 1791 x 30 m rải asphalt.

## Các hãng hàng không và các tuyến điểm
- Merpati Nusantara Airlines (Manado, Ujung Pandang)
- Wings Air (Manado)

## Bạo loạn tháng 8 năm 2007
Ngày 27 tháng 8 năm 2007, sân bay này là nơi diễn ra biểu tình bạo loạn phản đối cuộc bầu cử thống đốc. Nhiều cảnh sát và người tham gia biểu tình bị chấn thương, trong đó có bốn người bị cảnh sát bắn.